# Mário Figueiredo
Mário Figueiredo (Ajuda, Lisboa, 25 de Novembro de 1947) é um radialista e professor universitário português.
Licenciado em Ciências da Comunicação pela Faculdade de Ciências Sociais e Humanas da Universidade Nova de Lisboa, frequentou o Mestrado em Ciências da Educação na Universidade Nova de Lisboa e é doutorando na Universidade Autónoma de Lisboa.
Iniciou a actividade radiofónica aos 18 anos, no Rádio Clube de Angra, nos Açores, após dando-lhe continuidade em Angola, no Rádio Clube de Uíge, e em Moçambique, no Emissor Regional de Tete. 
A Revolução dos Cravos, em Abril de 1974, libertou-o da continuidade do Serviço Militar obrigatório e permitiu o início da actividade profissional na radiodifusão. Em Junho desse ano foi admitido na Emissora Nacional de Radiodifusão como locutor. 
Dois anos depois, já nos quadros da mesma estação (entretanto renomeada Radiodifusão Portuguesa EP), frequentou, com aproveitamento, um curso de chefes de equipa de Realização dirigido por profissionais da BBC e da Radio France.
A partir de 1976 desenvolveu várias actividades profissionais na Rádio, relacionadas com a realização, produção e apresentação de programas, bem como a chefia, coordenação e gestão de várias equipas de profissionais de radiodifusão. Foi, sucessivamente, autor, apresentador e realizador de vários programas na Antena 1 (Contraponto, Grande Hotel, Porque Hoje é Sábado, etc.) e na Antena 2 (O Mundo é a Nossa Casa, Culturando, entre outros), coordenou a cobertura de diversos actos eleitorais e realizou vários ciclos e séries na RDP, nomeadamente sobre escritores, músicos e vultos da cultura.
Dirigiu diversos Cursos de Aperfeiçoamento Profissional de locutores, animadores de emissão e realizadores, na RDP e em estações privadas de rádio.
Na Televisão, realizou e apresentou diversos programas para a RTP entre 1980 e 2000 (Concordo ou Talvez Não, Lugar de Encontro, Pano para Mangas, Iniciativa), tendo entre Março de 2009 e Junho de 2010 escrito e apresentado o programa Pontos nos Is na RTP Memória.
Desde Julho de 2010 desempenha as funções de Provedor do Ouvinte da rádio pública portuguesa, tendo sucedido no cargo a Adelino Gomes e José Nuno Martins.